# Takahara Peichin
Takahara Peichin (jap. 嵩原親雲上; * 1683; † 1760) stammte aus Akata, Shuri (heute: Naha) im Königreich Ryūkyū. Er war okinawanischer Kampfkunstmeister des Tōde und Kobudo der Frühzeit. Er wurde von Matsu Higa in der ursprünglichen Kunst der okinawanischen Selbstverteidigung (Te) unterrichtet. Zu seinen Schülern zählte Sakugawa Kanga.
Peichin ist nicht Teil seines wirklichen Namens, sondern zeigt seine Position als Mitglied der Kriegerklasse im Königreich Ryūkyū an, ähnlich den japanischen Samurai.